# Fjäsko naturreservat
Fjäsko naturreservat är ett naturreservat i Mora kommun i Dalarnas län.
Området är naturskyddat sedan 2025 och är 248 hektar stort. Reservatet består av grandominerad barrblandskog på högre höjder och mindre myrmarker.